# Joel Mafauad
Joel Marcos Mafauad (Las Heras, Mendoza, 22 de enero de 1997), conocido como Joel Mafauad , es un boxeador argentino. Fue ganador del título Welter Latino de la Organización Mundial de Boxeo y, participó en la Selección Argentina, en 2025 la posición N.° 1 del ranking argentino, N.° 1 del ranking Latinoamérica  y N.° 15 del ranking mundial welter, Juegos Panamericanos 2023 y Juegos Suramericanos. También en diciembre de 2024 fue ganador del combate con el olímpico Alberto Palmetta y obtuvo el título latino de la Organización Mundial de Boxeo boxeo y el título fedelatin de la Asociación Mundial de Boxeo.

## Biografía
Mafauad nació en la ciudad Las Heras, el 22 de enero de 1997. Comenzó el boxeo a la edad de 12 años. A los 15 años de edad participó en el torneo Juegos Nacionales Evita,  donde obtuvo medalla de plata, y posteriormente guante de oro.
En enero de 2023, Mafauad compitió con Cristian Reggiardo, donde fue ganador del título Welter Latino de la Organización Mundial de Boxeo, con 9 peleas ganadas. Mafauad venció por KO2 a Tomás Barros Chadwick en Juegos Panamericanos 2023.  En 2022 participó junto a Aldana López, Benjamín Escudero Grimaux, Joel Salva, Lucía Pérez, Milagros Herrera, Ramón Quiroga, Sofía Robles y Viviana Palavecino en los Juegos Suramericanos.